# Первомайский (Майкопский район)
Первомайский — посёлок в Майкопском муниципальном районе Республики Адыгея России.
Входит в Абадзехское сельское поселение.
До 90-х годов посёлок жил за счёт Леспромхоза, а после остался лесхоз. В связи с этим сократились рабочие места, население уменьшилось и посёлок перестал развиваться. Часть цехов сохранилась, часть утратила силу.
В посёлке Первомайском имеются: средняя школа номер 9 (до 2020 года), ФАП, почтовое отделение, отделение Сбербанка, дом культуры, торговые точки и детский сад "Теремок", а также автобусное сообщение с городом и другими близлежащими населёнными пунктами.

## Население
| 2002  | 2010  | 2013  | 2014  | 2015  | 2016  | 2017  |
| ----- | ----- | ----- | ----- | ----- | ----- | ----- |
| 1357  | ↘1281 | ↗1293 | ↗1301 | ↘1277 | ↘1261 | ↘1232 |
| 2018  | 2019  | 2020  | 2021  | 2023  | 2024  |       |
| ↗1242 | ↘1233 | ↗1245 | ↘1152 | ↗1172 | ↘1162 |       |

По данным Всероссийской переписи населения 2021 года:
| Народ               | Численность, чел. | Доля от всего населения, % |
| ------------------- | ----------------- | -------------------------- |
| русские             | 979               | 84,98 %                    |
| армяне              | 70                | 6,08 %                     |
| цыгане              | 25                | 2,17 %                     |
| другие / не указано | 78                | 6,77 %                     |
| всего               | 1 152             | 100,0 %                    |

## Улицы
| - Вокзальная, - Гагарина, - Дружбы, - Кислова переулок, - Клубная, - Комсомольская, - Кошевого, - Кутузова, | - Лесная, - Матросова, - Мира, - Молодёжная, - Нахимова, - Пионерская, - Северная, | - Северный переулок, - Спортивная, - Степная, - Степной переулок, - Суворова, - Чайкиной, - Школьная. |